# CONCACAF Champions' Cup 1993
La CONCACAF Champions' Cup 1993 è stata la 29ª edizione della massima competizione calcistica per club centronordamericana, la CONCACAF Champions' Cup.

## Nord e Centro America

### Preliminari
| Squadra 1         | Totale | Squadra 2          | Andata | Ritorno |
| ----------------- | ------ | ------------------ | ------ | ------- |
| Acros Real Verdes | 1 - 5  | Real España        | 1 - 2  | 0 - 3   |
| Juventus          | 4 - 0* | Hercules           |        |         |
| Diriangén FC      | 1 - 5  | Alianza F.C.       | 0 - 2  | 1 - 3   |
| Sporting Colón    | 1 - 4  | CSD Comunicaciones | 0 - 1  | 1 - 3   |
| C.D. Plaza Amador | 9 - 0  | Juventus Managua   | 5 - 0  | 4 - 0   |

- Hercules ritirato prima andata, entrambe le partite 2-0 tav alla Juventus.

### Primo turno
| Squadra 1          | Totale           | Squadra 2                       | Andata | Ritorno |
| ------------------ | ---------------- | ------------------------------- | ------ | ------- |
| Comunicaciones     | 2 - 5            | L.D. Alajuelense                | 2 - 1  | 0 - 4   |
| Juventus           | 1 - 8            | C.D. Motagua                    | 1 - 3  | 0 - 5   |
| Alianza F.C.       | 1 - 5            | CSD Municipal                   | 0 - 2  | 1 - 3   |
| C.D. Plaza Amador  | 2 - 8            | Club Deportivo Luis Ángel Firpo | 2 - 2  | 0 - 6   |
| Real C.D. España   | 0 - 4            | Club León                       | 0 - 0  | 0 - 4   |
| Deportivo Saprissa | 1 - 1 6-5 (Pen.) | Puebla F.C.                     | 1 - 1  | 0 - 0   |

### Secondo turno
| Squadra 1          | Totale | Squadra 2                       | Andata | Ritorno |
| ------------------ | ------ | ------------------------------- | ------ | ------- |
| L.D. Alajuelense   | 1 - 2  | Club León                       | 0 - 0  | 1 - 2   |
| C.D. Motagua       | 0 - 2  | CSD Municipal                   | 0 - 1  | 0 - 1   |
| Deportivo Saprissa | 3 - 2  | Club Deportivo Luis Ángel Firpo | 2 - 0  | 1 - 2   |

## Caraibi

### Primo turno
| Squadra 1             | Totale | Squadra 2                 | Andata | Ritorno |
| --------------------- | ------ | ------------------------- | ------ | ------- |
| Zion Inter            | o/w*   | L'Etoile de Morne-à-l'Eau |        |         |
| Club Franciscain      | 16 - 3 | Coca Cola Rovers          | 10 - 1 | 6 - 2   |
| Aiglon du Lamentin    | w/o*   | Racing des Gonaïves       |        |         |
| RKVFC Sithoc          | w/o*   | Hawks F.C.                |        |         |
| AS Club Colonial      | 0 - 2  | SV Robinhood              | 0 - 1  | 0 - 1   |
| La Juventa des Abymes | w/o*   | Tempête Football Club     |        |         |
| SV Leo Victor         | 1 - 3  | ASL Sport Guyanais        | 0 - 0  | 1 - 3   |
| Trintoc F.C.          | 4 - 0  | SV Juventus               | 2 - 0  | 2 - 0   |

- Zion Inter, Tempête, Racing des Gonaïves e Hawks ritirate prima andata.*

### Secondo turno
| Squadra 1             | Totale | Squadra 2                 | Andata | Ritorno |
| --------------------- | ------ | ------------------------- | ------ | ------- |
| La Juventa des Abymes | 0 - 3  | Club Franciscain          | 0 - 1  | 0 - 2   |
| Aiglon du Lamentin    | 3 - 0  | L'Etoile de Morne-à-l'Eau | 3 - 0  | 0 - 0   |
| RKVFC Sithoc          | 2 - 4  | SV Robinhood              | 2 - 1  | 0 - 3   |
| Trintoc F.C.          | 3 - 1  | ASL Sport Guyanais        | 2 - 0  | 1 - 1   |

### Semifinali
| Squadra 1        | Totale | Squadra 2          | Andata | Ritorno |
| ---------------- | ------ | ------------------ | ------ | ------- |
| Club Franciscain | 1 - 3  | Aiglon du Lamentin | 1 - 1  | 0 - 2   |
| SV Robinhood     | 1 - 0  | Trintoc FC         | 1 - 0  | 0 - 0   |

### Finale
| Squadra 1          | Totale | Squadra 2    | Andata | Ritorno |
| ------------------ | ------ | ------------ | ------ | ------- |
| Aiglon du Lamentin | 1 - 3  | SV Robinhood | 1 - 0  | 1 - 3   |

## CONCACAF Final Tournament
Stadio: Estadio Mateo Flores
Città: Città del Guatemala, Guatemala
La finale fu a quattro e vinse il Saprissa con 4 punti +8 Gol il secondo fu il León che fece 4 punti +4 Gol 
Girone Finale
| Squadra               | G | V | N | P | GF | GS | DR  | Pti |
| --------------------- | - | - | - | - | -- | -- | --- | --- |
| 1. Deportivo Saprissa | 3 | 1 | 2 | 0 | 11 | 3  | +8  | 4   |
| 2. Club León          | 3 | 1 | 2 | 0 | 6  | 2  | +4  | 4   |
| 3. CSD Municipal      | 3 | 1 | 2 | 0 | 3  | 0  | +3  | 4   |
| 4. SV Robinhood       | 3 | 0 | 0 | 3 | 1  | 16 | -15 | 0   |

1-12-1993
| Squadra 1          | Risultato | Squadra 2    |
| ------------------ | --------- | ------------ |
| Deportivo Saprissa | 2 - 2     | Club León    |
| CSD Municipal      | 3 - 0     | SV Robinhood |

3-12-1993
| Squadra 1     | Risultato | Squadra 2          |
| ------------- | --------- | ------------------ |
| Club León     | 4 - 0     | SV Robinhood       |
| CSD Municipal | 0 - 0     | Deportivo Saprissa |

5-12-1993
| Squadra 1          | Risultato | Squadra 2    |
| ------------------ | --------- | ------------ |
| Deportivo Saprissa | 9 - 1     | SV Robinhood |
| CSD Municipal      | 0 - 0     | Club León    |

## Campione
| CONCACAF Champions' Cup 1993 Campioni |
| ------------------------------------- |
| Costa Rica (bandiera)                 |
| Deportivo Saprissa Primo Titolo       |